# NGC 2804
NGC 2804 est une vaste galaxie lenticulaire relativement éloignée et située dans la constellation du Cancer. NGC 2804 a été découverte par l'astronome britannique John Herschel en 1827. Cette galaxie a aussi été observée par l'astronome français Stéphane Javelle le 9 avril 1896 et elle a été ajoutée plus tard à l'Index Catalogue sous la cote IC 2455.

## Caractéristiques
Sa vitesse par rapport au fond diffus cosmologique est de (8 580 ± 20) km/s, ce qui correspond à une distance de Hubble de 126,6 ± 8,9 Mpc (∼413 millions d'al).
À ce jour, deux mesures non basées sur le décalage vers le rouge (redshift) donnent une distance de 106,450 ± 20,577 Mpc (∼347 millions d'al), ce qui est à l'intérieur des valeurs de la distance de Hubble. Notons cependant que c'est avec la valeur moyenne des mesures indépendantes, lorsqu'elles existent, que la base de données NASA/IPAC calcule le diamètre d'une galaxie et qu'en conséquence le diamètre de NGC 2804 pourrait être d'environ 82,4 kpc (∼269 000 al) si on utilisait la distance de Hubble pour le calculer.
Selon la base de données Simbad, NGC 2804 est une galaxie LINER, c'est-à-dire une galaxie dont le noyau présente un spectre d'émission caractérisé par de larges raies d'atomes faiblement ionisés.